# Миура, Кэнтаро
Кэнтаро Миура (яп. 三浦 建太郎 Миура Кэнтаро:, 11 июля 1966[…], Тиба — 6 мая 2021[…]) — японский мангака, самым известным произведением которого является популярная сэйнэн-манга «Берсерк».

## Биография
Кэнтаро Миура родился в японском городе Тиба 11 июля 1966 года. В 1976 году, когда он ещё учился в начальной школе и ему было только десять лет, Миура уже работал над мангой. Его первая работа Miuranger была опубликована для одноклассников в школьном издании. Со временем Miuranger был завершен в 40 томах. Год спустя Миура начал работать над мангой «Путь Меча» (яп. 剣への道 Кэн э но мити). Это его первая работа, в которой он использовал индийские чернила. К 1979 году Миура, уже ученик средней школы, начал использовать в работе растры и профессиональные методы рисования. В 1982 году он поступил на художественные курсы в средней школе, где вместе со своими одноклассниками публиковал свои работы в школьных изданиях, тогда же в журнале для фанов был выпущен его первый додзинси.
В 1985 году Миура подаёт заявку на сдачу вступительного экзамена в университет Нихон на художественный факультет. В качестве вступительной работы он представил Futatabi и был принят. Позже за эту работу Миура был номинирован журналом Weekly Shonen Magazine на премию лучшему начинающему автору. В том же году в нём выходит очередная его работа — Noa. Однако в результате разногласий с одним из редакторов журнал перестаёт печатать работы Миуры. Это время можно охарактеризовать как спад в карьере мангаки.
В 1988 году Миура выпускает свою новую работу, ныне известную как «Берсерк: Прототип». В нём он впервые знакомит читателя с фэнтезийным миром манги «Берсерк» и её главным героем. За эту работу мангака получает приз от Comi Manga School.
Окончив курс и получив степень, в 1989 году Миура выпустил в свет другую работу «Король волков» (яп. 王狼 О:ро:), созданную по сценарию Ёсиюки Окамуры, автора «Кулака Полярной звезды». «Король волков» был издан в ежемесячном журнале Japanese Animal House, в 5 и 7 выпусках за тот год. Год закончился выпуском отдельного тома «Короля волков».
Со второго по шестой выпуск Animal House за 1990 год выходило продолжение «Волчьего короля». Оно называлось «Легенда о короле волков» (яп. 王狼伝 О:ро: дэн)и также было основано на сценарии Окамуры. «Легенда о короле волков» выходит отдельным томом в тот же самый год, но что ещё более важно — выходит первый том «Берсерка», который, однако, остался практически незамеченным. Другой работой, объединившей усилия Миуры и Окамуры в 1992 году, была «Япония», выходившая в Animal House с 1 по 8 выпуск, и позднее выпущенная отдельным томом. В 1992 году в Young Animal начала выходить арка «Золотой Век», которая принесла «Берсерку» и его автору долгожданную популярность. В том же году Миура решает посвятить себя исключительно «Берсерку».
В 1997 году выходит аниме-сериал «Берсерк» (яп. 剣風伝奇ベルセルク Кэмпу Дэнки Бэрусэруку), созданный студией OLM при сотрудничестве с Миурой. Сериал насчитывал 25 серий и был показан в Японии на Nihon TV, в ночное время. В 1999 году Миура участвовал в создании игры по мотивам собственной манги для приставки Sega Dreamcast, которая вышла в 2000 году. В США она известна как Sword of the Berserk: Guts’ Rage («Меч Берсерка: ярость Гатса»), в Японии как «Глава о цветке забвения» (яп. 喪失花の章 Васурэхана но сё:). В 2004 году вышла ещё одна видеоигра по мотивам манги, на этот раз для Sony PlayStation 2. Она называлась «Глава об истории войны со святым демоном» (яп. 聖魔戦記の章 Сэймансэнки но сё:)
В 2002 за мангу «Берсерк» Кэнтаро Миура получил второй приз культурной премии Осамы Тэдзуки (первый приз получил Такэхико Иноуэ за мангу Vagabond).
Кэнтаро Миура скончался 6 мая 2021 года от разрыва аорты. Информация об этом была опубликована на официальном сайте Hakusensha 20 мая. Сусуму Хирасава, автор музыки к «Берсерку», разместил короткий некролог, в котором описал гордость совместной работой и выразил надежду, что Миуру и дальше будут любить во всём мире. По мнению Хирасавы, Миура продолжит оставаться собой в новом измерении. Ряд деятелей индустрии так или иначе высказали свои соболезнования в связи с его смертью. Его память также почтило множество фанатов, например, игроки Final Fantasy XIV выстроили в игровых городах цепочки из персонажей класса «рыцарь тьмы», вдохновлённого «Берсерком». На мероприятии Anime NYC 2021 издательство Dark Horse Comics выставило мемориал «Спасибо, Миура-сэнсэй», где все желающие могли оставить слова благодарности и уважения.
7 июня 2022 года Hakusensha объявила, что «Берсерк» продолжится при участии Кодзи Мори — друга Миуры, и сотрудников Studio Gaga на основе идей и комментариев автора.

## Работы
- Miuranger (1976)
- Ken e no Michi (1977)
- Futatabi (1985)
- Noa (1985)
- Berserk Prototype (1988)
- King of Wolves (1989)
- «Берсерк» (с 1989)
- Ourou Den (1990)
- Japan (1992)
- «Гигантомахия» (2013—2014)[18]
- Duranki (2019—2021)[19]

## Прочее
- «Берсерк» (1997) — автор оригинала, консультант
- Sword of the Berserk: Guts’ Rage (1999) — автор оригинала, сценарист
- Berserk Millennium Falcon Arc: Record of the Holy Demon War (2004) — автор оригинала, сценарист дополнительного эпизода
- «Берсерк. Золотой век» (2012—2013) — автор оригинала, консультант
- Berserk and the Band of the Hawk (2016) — автор оригинала
- Berserk (2016—2017) — автор оригинала, консультант, сценарист 3 серии